# František Červenka
František Červenka (3. ledna 1922 – ?) byl český a československý politik Komunistické strany Československa, poslanec České národní rady a Sněmovny národů Federálního shromáždění na počátku normalizace.

## Biografie
Pocházel z dělnické rodiny. Za okupace pracoval jako slévač, později byl totálně nasazen v Německu, odkud v roce 1944 utekl domů. Po válce pracoval v železárnách v Čenkově na pozici opraváře, později mistra v kovárně. Jako člen KSČ absolvoval politické školení a pracoval na Okresním výboru KSČ Hořovice coby vedoucí tajemník, později v téže funkci v Příbrami. V roce 1958 přešel na Krajský výbor KSČ v Praze. Od roku 1962 zastával funkci předsedy Krajského národního výboru pro Středočeský kraj. Od ledna 1969 z této funkce přešel na post vedoucího tajemníka středočeského Krajského výboru KSČ.
12. sjezd KSČ ho zvolil za kandidáta Ústředního výboru Komunistické strany Československa. 13. sjezd KSČ ho zvolil za člena ÚV KSČ.
Po federalizaci Československa usedl do Sněmovny národů Federálního shromáždění. Slib ovšem složil až dodatečně v červnu 1969. Do funkce ho nominovala Česká národní rada, kde rovněž zasedal. Ve federálním parlamentu setrval do konce funkčního období, tedy do voleb roku 1971.